# هلفيلة غائرة
هلفيلة غائرة (الاسم العلمي: Helvella lacunosa) هي نوع من الفطريات تتبع جنس الهلفيلة من الفصيلة الهلفيلية.